# Iázide I
Iázide ibne Moáuia ibne Abu Sufiane (Yazīd ibn Mu‘āwiya ibn Abī Sufyān - lit. "Iázide, filho de Moáuia, filho de Abu Sufiane"; 645 — 683), conhecido pelo título de califa Iázide I (Yazid I), foi o segundo califa omíada de Damasco e o primeiro a herdar o título por direito de primogenitura. Reinou de 680 até à sua morte, em 683. Ao contrários dos seus antecessores no Califado, não foi eleito ou escolhido por um conselho, pois auto nomeou-se depois da morte do seu pai, Moáuia I Abu Sufiane.

## Ascensão a califa
Iázide herdou sucessoriamente o califado do seu pai Moáuia I após a morte deste. Quando tomou o poder, Iázide pediu aos governadores de todas as províncias do Califado que lhe jurassem lealdade solenemente, o que foi aceite pela generalidade, mas foi recusado por Abedalá ibne Zobair e pelo filho de Ali, Huceine ibne Ali. O pai de Iázide tinha chegado a acordar com Huceine que ele seria o seu sucessor como califa, o que tinha posto termo à guerra que ocorreu aquando da ascensão de Moáuia ao poder. No entanto, posteriormente, Huceine quebrou o acordo nomeando o seu filho como sucessor.
Huceine, juntamente com muitos dignitários muçulmanos proeminentes, não só desaprovava a nomeação de Iázide como califa, como a declarou como sendo contra o espírito do Islão. Quando a questão da nomeação foi deliberada em Medina, Abedalá ibne Zobair foi com Huceine para Meca, pois alguns muçulmanos notáveis era da opinião que Meca seria o melhor lugar para criar um reduto ou base para lançar uma campanha para virar a opinião pública contra a herança de Iázide. No entanto, antes dessa campanha tivesse sido realmente posta em marcha, Moáuia morreu e Iázide tomou as rédeas do poder.

## Conflito com Huceine e Zobair
A cidade fortemente militarizada de Cufa, no que é hoje o Iraque, tinha sido a capital do califa Ali e lá viviam muitos dos seus apoiantes (opositores de Moáuia). Huceine recebeu muitas cartas de gente de Cufa oferecendo o seu apoio no caso dele clamar o califado. Enquanto Huceine preparava a sua jornada para Cufa, Abedalá ibne Abas e Abedalá ibne Omar manifestaram-se contra o seu plano e rogaram-lhe que ao menos deixasse as mulheres e filhos em Meca se estivesse determinado a ir para Cufa, mas Huceine ignorou as sugestões. No caminho, recebeu a notícia da morte do seu primo Muslim ibne Aquil às mãos dos homens de Iázide e da apatia e indiferença mostrada pelas gentes de Cufa. Os cufanos tinham passado a apoiar Iázide, tendo pedido ajuda a este contra Huceine e o seus seguidores. Tentavam assim restaurar o poder de Cufa frente a Damasco, a capital omíada, escolhendo a via diplomática às custas da rejeição Huceine.
Apesar disso, Huceine e os seus seguidores, onde os quais se encontravam familiares de Muslim ibne Aquil, continuaram decididos a prosseguir para Cufa. Enquanto isso, Obaide Alá ibne Ziade, governador de Baçorá, executou um dos mensageiros de Huceine, após o que se dirigiu ao povo advertindo-o a evitarem insurgir-se. Obaide enviou uma mensagem a Huceine de acordo com as instruções de Iázide: «Não podes ir para Cufa nem regressar a Meca, mas podes ir para qualquer outro sítio que queiras.» Apesar disso, Huceine dirigiu-se para Cufa e durante o caminho foi morto na Batalha de Carbala, travada a 10 de outubro de 680, onde também morreram ou foram feitos prisioneiros muitos membros da sua família.[carece de fontes?]
No entanto, as complicações de Iázide para assegurar o poder não acabaram com o desparecimento de Huceine. Muitos dos Sahaba (companheiros de Maomé) e outros muçulmanos recusaram jurar fidelidade a Iázide porque o viam como um usurpador que tinha chegado ao poder sem seguir os meios próprios de escolha do califa pela xura (conselho islâmico mencionado no Alcorão). Entre os opositores mais proeminentes destacava-se Abedalá ibne Zobair, que liderou uma rebelião no Hejaz, na Arábia ocidental. Em 683, Iázide enviou tropas para esmagar essa rebelião, que tomaram Medina após a Batalha de Harrá. Durante o cerco a Meca que se seguiu, a Caaba foi danificada. O cerco a Meca terminou quando Iázide morreu subitamente em 683.

## Situação externa
Durante o reinado de Iázide, os muçulmanos sofreram vários revezes. Em 682, Uqueba ibne Nafi foi reposto como governador do Norte de África (Ifríquia). Uqueba ganhou várias batalhas contra os berberes e os bizantinos. Uqueba marchou depois milhares de quilómetros para ocidente, chegando a Tânger e à costa atlântica, e seguidamente marchou para leste através das montanhas do Atlas. Com uma cavalaria com cerca de 300 cavaleiros, dirigiu-se para Biskra, onde caíram numa emboscada de tropas berberes comandadas por Kaisala. Uqueba e todos os seus homens morreram no combate. Os berberes chegaram mesmo a expulsar os muçulmanos de todo o Norte de África durante algum tempo, o que constituiu um sério revés, que contribuiu para o fim da supremacia naval e para o abandono das ilhas de Rodes e Creta.

## Situação interna
O evento pelo qual Iázide é mais célebre (tristemente, principalmente para os xiitas) na história islâmica é a Batalha de Carbala, na qual morreram o neto de Maomé, Huceine, e outros 32 membros da família do Profeta. No entanto registaram-se pelo menos mais dois acontecimentos frequentemente descritos como tragédias, que contribuíram decisivamente para a imagem negativa que perdurou ao longo da história do reinado de Iázide. O primeiro desses acontecimentos foi a Batalha de Harrá e o saque de Medina que se lhe seguiu. Segundo o académico muçulmano do século XX Abul Ala Maududi, os residentes de Medina rebelaram-se contra a crueldade e conduta pecaminosa de Iázide, removendo o governador e escolhendo Abedalá ibne Hanzalá como seu governante. Iázide enviou então um exército de 12 000 soldados comandados por Oqba al-Murri para esmagar a revolta, com ordens claras para se renderem e obedecerem em três dias; caso resistissem, a cidade devia ser tomada e os soldados ficavam autorizados a saquear a cidade durante três dias da forma que mais lhes aprouvesse. As tropas fizeram isso mesmo e, após conquistarem a cidade, pilharam a cidade durante três dias, durante os quais mataram 10 000 residentes, incluindo 700 da aristocracia e as mulheres foram violadas indiscriminadamente.
A terceira "tragédia" cometida por Iázide foi o envio de um exército a Meca para esmagar a rebelião de Abedalá ibne Zobair, que atacou a Caaba sagrada e causou estragos na "Casa de Deus", nomeadamente incendiando a tela que a cobria, o que alegadamente teria provocado a ira de Alá, que esteve na origem na morte súbita de Iázide poucos dias depois com a idade de 38 anos.

## Morte e sucessão
Iázide morreu em 683 e foi sepultado em Damasco. Muitos acreditam que o seu túmulo já não existe, enquanto que outros acreditam que o seu túmulo se encontra numa ruela perto da Mesquita dos Omíadas, sem qualquer inscrição ou marca distintiva. O lugar de califa foi ocupado pelo seu filho Moáuia II.